# خانه حاج اکبر آقا
خانه حاج اکبر آقا مربوط به سدهٔ ۱۳ ه‍.ق است و در اصفهان، خیابان چهار باغ، کوچه حاج رسولیها واقع شده و این اثر در تاریخ ۱۸ آذر ۱۳۵۴ با شمارهٔ ثبت ۱۱۶۰ به‌عنوان یکی از آثار ملی ایران به ثبت رسیده‌است.